# Great American Songbook
The Great American Songbook is een collectie van de succesvolste Amerikaanse liedjes uit de jazz en lichte muziek uit de 20e eeuw, voornamelijk afkomstig uit Broadway-musicals, muziektheater en Hollywoodfilms.

## Inhoud
De meeste nummers uit de collectie dateren uit de periode vanaf 1920 tot de opkomst van rock-'n-roll in de jaren 1950, maar ook de muziek uit musicals als The Sound of Music uit 1959 en Hello, Dolly! uit 1964 zijn in het songbook opgenomen. Radiopersoonlijkheid Jonathan Schwartz en zanger Tony Bennett, beiden songbook-fans, hebben dit genre beiden omschreven als "Amerika's klassieke muziek". Tot op de dag van vandaag wordt het repertoire uit deze omvangrijke collectie uitgevoerd door het overgrote deel van jazzvocalisten en -musici wereldwijd, die ook spreken van standards.
Een echte definitie over wat wel en wat niet in het songbook opgenomen wordt is er niet. Meestal is er een zanger begeleid door orkest. Alec Wilder geeft in American Popular Song: The Great Innovators, 1900–1950 een overzicht van de artiesten waarvan hij denkt dat ze tot de canon van het Great American Songbook behoren. Enkele bekende uitvoerenden zijn Ella Fitzgerald, Frank Sinatra, Tony Bennett, Sarah Vaughan, Mel Tormé en Michael Bublé.
Tot de beroemdste componisten van American Songbook repertoire behoren Irving Berlin, Duke Ellington, George Gershwin, Cole Porter, Richard Rodgers, Jerome Kern, Harold Arlen. Sommigen werkten samen met tekstschrijvers zoals Lorenz Hart, Oscar Hammerstein II, Johnny Mercer en Yip Harburg.

## Great American Songbook Foundation
Zanger Michael Feinstein, die ook werkte als archivaris voor Ira Gershwin, richtte in 2007 de "Great American Songbook Foundation" op, een non-profit organistatie met als missie: het bewaren, onderzoeken en tentoonstellen van de fysieke artefacten, zowel uitgegeven als niet-gepubliceerde, van het Great American Songbook en het onderwijzen van de hedendaagse jeugd over de relevantie van de muziek voor hun leven. 

## Revival
De muziek van het Great American Songbook beleefde een revival in de 21e eeuw met 'Songbook'albums van Joni Mitchell, Carly Simon, Sting, Bette Midler, Rod Stewart (5 stuks), Pat Benatar, Rufus Wainwright, Paul McCartney en Annie Lennox. Bob Dylan bracht een drieluik uit met muziek uit het songbook:Shadows in the Night, Fallen Angels en Triplicate.

## Overig
In Nederland kreeg jazzzangeres Rita Reys in 1991 in de Amerikaanse ambassade in Den Haag uit handen van de toenmalige ambassadeur een Certificate of Appreciation for her promotion of the American Songbook uitgereikt.